# Cross City
Cross City és una població dels Estats Units, seu del comtat de Dixie, a l'estat de Florida. Segons el cens del 2000 tenia 1.775 habitants.

## Demografia
Segons el cens del 2000, Cross City tenia 1.775 habitants, 686 habitatges, i 478 famílies. La densitat de població era de 360,7 habitants per km².
Dels 686 habitatges en un 34,5% hi vivien nens de menys de 18 anys, en un 44,2% hi vivien parelles casades, en un 21,9% dones solteres, i en un 30,3% no eren unitats familiars. En el 27% dels habitatges hi vivien persones soles el 15,7% de les quals corresponia a persones de 65 anys o més que vivien soles. El nombre mitjà de persones vivint en cada habitatge era de 2,51 i el nombre mitjà de persones que vivien en cada família era de 3,04.
Per edats la població es repartia de la següent manera: un 30,3% tenia menys de 18 anys, un 8,2% entre 18 i 24, un 23,7% entre 25 i 44, un 20,1% de 45 a 60 i un 17,7% 65 anys o més.
L'edat mediana era de 35 anys. Per cada 100 dones de 18 o més anys hi havia 78,2 homes.
La renda mediana per habitatge era de 20.081 $ i la renda mediana per família de 28.884 $. Els homes tenien una renda mediana de 26.419 $ mentre que les dones 18.684 $. La renda per capita de la població era de 12.125 $. Entorn del 20,3% de les famílies i el 27,2% de la població estaven per davall del llindar de pobresa.

## Poblacions més properes
El següent diagrama mostra les poblacions més properes.